# Partidul Republican al Poporului din Turcia
Partidul Republican al Poporului (denumire originală Cumhuriyet Halk Partisi, acronim CHP) este un partid social-democrat din Turcia. Acesta se revendică de la primul președinte turc, Mustafa Kemal Atatürk și de la kemalism.
Bazinul electoral al acestei formațiuni se află în marile orașe, în regiunile din coasta vestică proeuropeană, în rândul profesiunilor liberale și minorităților. Mulți dintre reprezentanții partidului au un discurs deschis către parteneriatul cu Uniunea Europeană, NATO, mișcarea feministă și drepturile persoanelor LGBT.
La alegerile din 2018 s-a clasat pe locul al doilea și este astfel principalul partid de opoziție.

## Legături externe
- Materiale media legate de Partidul Republican al Poporului (Turcia) la Wikimedia Commons
- tr Site web oficial